# Quint Labiè (polític)
Quint Labiè (en llatí Quintus Labienus) va ser un polític romà. Formava part de la família dels Labiè.
Es va unir a Saturní quan aquest es va apoderar del Capitoli l'any 100 aC, i va morir junt amb Saturní i els altres sediciosos. El seu nebot Tit Labiè (Titus Labienus) va dir després que volia venjar la seva mort, i amb aquest pretext va acusar Gai Rabiri del crim de perduellio o alta traïció.